# Società Sportiva Lazio 2003-2004
Questa voce raccoglie le informazioni riguardanti la Società Sportiva Lazio nelle competizioni ufficiali della stagione 2003-2004.

## Stagione
Il campionato 2003-04 iniziò con 2 vittorie consecutive, seguite però da una sconfitta con il Parma e un pareggio con l'Empoli. Nel girone di Champions League, i biancocelesti vinsero la prima gara ma nella seconda furono bloccati sul 2-2 dallo Sparta Praga. Il 5 ottobre 2003 sconfissero per 1-0 il Chievo, con rete di Mihajlović su punizione: nei 4 precedenti in Campionato non avevano mai battuto i veronesi. Non superò il girone europeo, sconfitta dai cechi nell'ultima partita.
In Coppa Italia approdò in finale, superando il Milan. Il trofeo fu vinto contro la Juventus, con il punteggio complessivo di 4-2. 4 giorni dopo, la Lazio chiuse il suo campionato ottenendo il sesto posto e l'ingresso in Coppa UEFA: la vittoria sul Modena costò la retrocessione agli emiliani.

## Divise e sponsor
Lo sponsor tecnico per la stagione 2003-2004 è Puma, mentre lo sponsor ufficiale è Parmacotto in campionato (dalla 4ª giornata) ed Indesit in Coppa Italia e dalla fase a gironi di Champions League.
| Casa | Trasferta | Terza divisa | Portiere |

## Organigramma societario
Area direttiva
- Presidente: Ugo Longo

Area tecnica
- Direttore sportivo: Oreste Cinquini
- Allenatore: Roberto Mancini
- Allenatore in seconda: Fernando Orsi

## Rosa
Aggiornata al 31 gennaio 2004.
| N. |                       | Ruolo | Calciatore            |
| -- | --------------------- | ----- | --------------------- |
| 1  | Italia (bandiera)     | P     | Angelo Peruzzi        |
| 2  | Italia (bandiera)     | D     | Francesco Colonnese   |
| 4  | Italia (bandiera)     | C     | Demetrio Albertini    |
| 5  | Italia (bandiera)     | D     | Luciano Zauri         |
| 6  | Francia (bandiera)    | C     | Ousmane Dabo          |
| 7  | Argentina (bandiera)  | A     | Claudio López         |
| 8  | Brasile (bandiera)    | C     | César                 |
| 9  | Italia (bandiera)     | A     | Bernardo Corradi      |
| 10 | Jugoslavia (bandiera) | C     | Dejan Stanković       |
| 11 | Jugoslavia (bandiera) | D     | Siniša Mihajlović     |
| 14 | Italia (bandiera)     | C     | Stefano Fiore         |
| 15 | Italia (bandiera)     | P     | Fabrizio Casazza      |
| 16 | Italia (bandiera)     | C     | Giuliano Giannichedda |

| N. |                        | Ruolo | Calciatore                  |
| -- | ---------------------- | ----- | --------------------------- |
| 17 | Svizzera (bandiera)    | D     | Guerino Gottardi            |
| 18 | Italia (bandiera)      | A     | Roberto Muzzi               |
| 19 | Italia (bandiera)      | D     | Giuseppe Favalli (capitano) |
| 20 | Italia (bandiera)      | C     | Fabio Liverani              |
| 21 | Italia (bandiera)      | A     | Simone Inzaghi              |
| 22 | Italia (bandiera)      | D     | Massimo Oddo                |
| 23 | Italia (bandiera)      | D     | Paolo Negro                 |
| 24 | Portogallo (bandiera)  | D     | Fernando Couto              |
| 31 | Paesi Bassi (bandiera) | D     | Jaap Stam                   |
| 33 | Italia (bandiera)      | P     | Matteo Sereni               |
| 38 | Italia (bandiera)      | C     | Emiliano Corsi              |
| 41 | Spagna (bandiera)      | A     | Alfonso Delgado             |
| 53 | Portogallo (bandiera)  | C     | Sérgio Conceição            |

## Calciomercato

### Sessione estiva
| Acquisti | Acquisti             | Acquisti        | Acquisti          |
| R.       | Nome                 | da              | Modalità          |
| -------- | -------------------- | --------------- | ----------------- |
| P        | Fabrizio Casazza     | Sampdoria       | definitivo        |
| P        | Matteo Sereni        | Brescia         | definitivo        |
| D        | Duccio Innocenti     | Bari            | svincolato        |
| D        | Luciano Zauri        | Atalanta        | definitivo        |
| C        | Demetrio Albertini   | Milan           | definitivo        |
| C        | Roberto Baronio      | Perugia         | fine prestito     |
| C        | Sérgio Conceição     | Inter           | svincolato        |
| C        | Ousmane Dabo         | Atalanta        | compartecipazione |
| C        | Christian Manfredini | Osasuna         | fine prestito     |
| C        | Gaizka Mendieta      | Barcellona      | fine prestito     |
| A        | Felice Evacuo        | Florentia Viola | fine prestito     |
| A        | Roberto Muzzi        | Udinese         | definitivo        |

| Cessioni | Cessioni             | Cessioni         | Cessioni                      |
| R.       | Nome                 | a                | Modalità                      |
| -------- | -------------------- | ---------------- | ----------------------------- |
| P        | Emanuele Concetti    | Perugia          | svincolato                    |
| P        | Luca Marchegiani     | Chievo           | svincolato                    |
| D        | Duccio Innocenti     | Atalanta         | definitivo                    |
| D        | Giuseppe Pancaro     | Milan            | definitivo                    |
| D        | Emanuele Pesaresi    | Chievo           | risoluzione compartecipazione |
| C        | Dino Baggio          | Blackburn Rovers | prestito                      |
| C        | Lucas Castromán      | Udinese          | prestito                      |
| C        | Alessandro Gazzi     | Treviso          | fine prestito                 |
| C        | Nikola Lazetić       | Como             | fine prestito                 |
| C        | Christian Manfredini | Fiorentina       | prestito                      |
| C        | Gaizka Mendieta      | Middlesbrough    | definitivo                    |
| C        | Diego Simeone        | Atlético Madrid  | definitivo                    |
| A        | Denis Boshnjaku      | Roma             | svincolato                    |
| A        | Enrico Chiesa        | Siena            | definitivo                    |
| A        | Felice Evacuo        | Viterbese        | prestito                      |

### Sessione invernale
| Acquisti | Acquisti         | Acquisti         | Acquisti      |
| R.       | Nome             | da               | Modalità      |
| -------- | ---------------- | ---------------- | ------------- |
| C        | Dino Baggio      | Blackburn Rovers | fine prestito |
| A        | Claudio De Sousa | Lodigiani        | definitivo    |

| Cessioni | Cessioni         | Cessioni | Cessioni   |
| R.       | Nome             | a        | Modalità   |
| -------- | ---------------- | -------- | ---------- |
| C        | Dino Baggio      | Ancona   | prestito   |
| C        | Sérgio Conceição | Porto    | definitivo |
| C        | Dejan Stanković  | Inter    | definitivo |

## Risultati

### Serie A

#### Girone di andata
| Arbitro: | Bertini (Arezzo) |

|                                              |           |           |
| Albertini 20’ Corradi 25’ Fiore 35’ Oddo 84’ | Marcatori | 50’ Konan |

| Arbitro: | Messina (Bergamo) |

|             |           |                                    |
| Bazzani 73’ | Marcatori | 8’ S. Inzaghi 19’ (rig.) Albertini |

| Arbitro: | Bolognino (Milano) |

|                         |           |                               |
| Stam 33’ S. Inzaghi 79’ | Marcatori | 1’, 88’ Bresciano 63’ Adriano |

| Arbitro: | Gabriele (Frosinone) |

|                          |           |                         |
| Di Natale 74’ Tavano 77’ | Marcatori | 38’ Stanković 87’ Fiore |

| Arbitro: | Collina (Viareggio) |

|                |           |  |
| Mihajlović 64’ | Marcatori |  |

| Arbitro: | Racalbuto (Gallarate) |

|           |           |  |
| Pirlo 37’ | Marcatori |  |

| Arbitro: | Bolognino (Milano) |

|                              |           |                 |
| S. Inzaghi 82’ Corradi 90+2’ | Marcatori | 87’ (aut.) Dabo |

| Arbitro: | Trefoloni (Siena) |

|              |           |                            |
| Iaquinta 28’ | Marcatori | 17’ Corradi 38’ S. Inzaghi |

| Arbitro: | Trefoloni (Siena) |

|                         |           |  |
| Mancini 81’ Emerson 86’ | Marcatori |  |

| Arbitro: | Bolognino (Milano) |

|                                              |           |            |
| Stanković 45+2’ Corradi 87’ S. Inzaghi 90+4’ | Marcatori | 62’ Grosso |

| Arbitro: | Bertini (Arezzo) |

|                                 |           |  |
| Taddei 41’, 43’ Menegazzo 90+5’ | Marcatori |  |

| Arbitro: | Bolognino (Milano) |

|                         |           |  |
| Corradi 21’ Fiore 45+3’ | Marcatori |  |

| Arbitro: | Racalbuto (Gallarate) |

|  |           |              |
|  | Marcatori | 76’ Liverani |

| Arbitro: | Trefoloni (Siena) |

|                       |           |           |
| Corradi 42’ Zauri 82’ | Marcatori | 30’ Vieri |

| Arbitro: | Collina (Viareggio) |

|                          |           |              |
| Di Michele 60’ Cozza 69’ | Marcatori | 16’ Liverani |

| Arbitro: | Rizzoli (Bologna) |

|  |           |              |
|  | Marcatori | 4’ Di Biagio |

| Arbitro: | Racalbuto (Gallarate) |

|                |           |              |
| Campedelli 61’ | Marcatori | 24’ C. López |

#### Girone di ritorno
| Arbitro: | Dondarini (Finale Emilia) |

|  |           |           |
|  | Marcatori | 55’ César |

| Arbitro: | Saccani (Mantova) |

|           |           |             |
| Fiore 10’ | Marcatori | 85’ Bazzani |

| Arbitro: | Dattilo (Locri) |

|  |           |                                      |
|  | Marcatori | 40’ (rig.), 57’ C. López 65’ Corradi |

| Arbitro: | Racalbuto (Gallarate) |

|                               |           |  |
| Couto 5’ Zauri 45+2’ Stam 71’ | Marcatori |  |

| Verona 22 febbraio 2004, ore 15:00 CET 22ª giornata | Chievo            | 0 – 0 referto | Lazio | Stadio Marcantonio Bentegodi (11 706 spett.)\| Arbitro: \| Trefoloni (Siena) \| |
| Arbitro:                                            | Trefoloni (Siena) |               |       |                                                                                 |

| Arbitro: | Paparesta (Bari) |

|  |           |               |
|  | Marcatori | 75’ Ambrosini |

| Arbitro: | Bolognino (Milano) |

|                         |           |           |
| Signori 34’ Amoroso 65’ | Marcatori | 38’ Fiore |

| Arbitro: | Trefoloni (Siena) |

|                        |           |                              |
| Muzzi 5’ S. Inzaghi 6’ | Marcatori | 11’ Castromán 90+3’ Iaquinta |

| Arbitro: | Rosetti (Torino) |

|             |           |                  |
| Corradi 40’ | Marcatori | 61’ (rig.) Totti |

| Arbitro: | Racalbuto (Gallarate) |

|             |           |                            |
| Brienza 48’ | Marcatori | 29’ Fiore 58’ Giannichedda |

| Arbitro: | Dondarini (Finale Emilia) |

|                                            |           |                      |
| César 4’, 45+1’, 49’ Fiore 29’ Corradi 77’ | Marcatori | 9’ Guigou 25’ Taddei |

| Arbitro: | Bertini (Arezzo) |

|               |           |  |
| Trezeguet 88’ | Marcatori |  |

| Arbitro: | Rosetti (Torino) |

|                                    |           |                          |
| Couto 12’, 81’ Fiore 73’ Zauri 89’ | Marcatori | 11’ Bucchi 64’ Andersson |

| Milano 25 aprile 2004, ore 15:00 CEST 31ª giornata | Inter               | 0 – 0 referto | Lazio | Stadio Giuseppe Meazza (58 967 spett.)\| Arbitro: \| Collina (Viareggio) \| |
| Arbitro:                                           | Collina (Viareggio) |               |       |                                                                             |

| Arbitro: | Bolognino (Milano) |

|              |           |                  |
| C. López 22’ | Marcatori | 52’ (rig.) Cozza |

| Arbitro: | Racalbuto (Gallarate) |

|                         |           |             |
| Mauri 81’ R. Baggio 89’ | Marcatori | 90+3’ César |

| Arbitro: | Messina (Bergamo) |

|                       |           |                    |
| Corradi 17’ César 49’ | Marcatori | 84’ (rig.) Amoruso |

### Coppa Italia

#### Fase finale
| Arbitro: | Messina (Bergamo) |

|  |           |                          |
|  | Marcatori | 42’ S. Inzaghi 65’ Muzzi |

| Arbitro: | Cassarà (Palermo) |

|              |           |  |
| Liverani 35’ | Marcatori |  |

| Arbitro: | Pellegrino (Messina) |

|                         |           |  |
| Muzzi 36’ Stanković 60’ | Marcatori |  |

| Arbitro: | Morganti (Ascoli Piceno) |

|               |           |               |
| Bresciano 81’ | Marcatori | 51’ Stanković |

| Arbitro: | Rosetti (Torino) |

|                  |           |                    |
| F. Inzaghi 45+2’ | Marcatori | 1’ Fiore 56’ Couto |

| Arbitro: | Collina (Viareggio) |

|                                       |           |  |
| César 11’ Liverani 15’ Fiore 35’, 41’ | Marcatori |  |

| Arbitro: | Collina (Viareggio) |

|                |           |  |
| Fiore 59’, 80’ | Marcatori |  |

| Arbitro: | Paparesta (Bari) |

|                            |           |                       |
| Trezeguet 3’ Del Piero 46’ | Marcatori | 69’ Corradi 83’ Fiore |

### UEFA Champions League

#### Qualificazioni
| Arbitro: | Fandel |

|                                      |           |           |
| Corradi 16’ Fiore 54’ Mihajlović 80’ | Marcatori | 65’ Simão |

| Arbitro: | Meier |

|  |           |           |
|  | Marcatori | 28’ César |

#### Fase a gironi
| Arbitro: | Nielsen |

|  |           |                    |
|  | Marcatori | 37’ Stam 77’ Fiore |

| Arbitro: | Claude Colombo |

|                            |           |                         |
| S. Inzaghi 46’, 61’ (rig.) | Marcatori | 27’ Sionko 35’ Poborský |

| Arbitro: | Hauge |

|                      |           |                |
| Lampard 57’ Mutu 65’ | Marcatori | 38’ S. Inzaghi |

| Arbitro: | Ivanov |

|  |           |                                                |
|  | Marcatori | 10’ Crespo 70’ Gudjohnsen 75’ Duff 80’ Lampard |

| Arbitro: | Merk |

|           |           |                    |
| Muzzi 56’ | Marcatori | 45+2’ (rig.) Pancu |

| Arbitro: | Batista |

|             |           |  |
| Kincl 90+3’ | Marcatori |  |

## Statistiche
Statistiche aggiornate al 16 maggio 2004.

### Statistiche di squadra
| Competizione     | Punti     | In casa | In casa | In casa | In casa | In casa | In casa | In trasferta | In trasferta | In trasferta | In trasferta | In trasferta | In trasferta | Totale | Totale | Totale | Totale | Totale | Totale | DR  |
| Competizione     | Punti     | G       | V       | N       | P       | Gf      | Gs      | G            | V            | N            | P            | Gf           | Gs           | G      | V      | N      | P      | Gf     | Gs     | DR  |
| ---------------- | --------- | ------- | ------- | ------- | ------- | ------- | ------- | ------------ | ------------ | ------------ | ------------ | ------------ | ------------ | ------ | ------ | ------ | ------ | ------ | ------ | --- |
| Serie A          | 56        | 17      | 10      | 4       | 3       | 35      | 19      | 17           | 6            | 4            | 7            | 17           | 19           | 34     | 16     | 8      | 10     | 52     | 38     | +14 |
| Coppa Italia     | Vincitore | 4       | 4       | 0       | 0       | 9       | 0       | 4            | 2            | 2            | 0            | 7            | 4            | 8      | 6      | 2      | 0      | 16     | 4      | +12 |
| Champions League | 5         | 4       | 1       | 2       | 1       | 6       | 8       | 4            | 2            | 0            | 2            | 4            | 3            | 8      | 3      | 2      | 3      | 10     | 11     | -1  |
| Totale           |           | 25      | 15      | 6       | 4       | 50      | 27      | 25           | 10           | 6            | 9            | 28           | 26           | 50     | 25     | 12     | 13     | 78     | 53     | +25 |

### Andamento in campionato
| Giornata  | 1 | 2 | 3 | 4 | 5 | 6 | 7 | 8 | 9 | 10 | 11 | 12 | 13 | 14 | 15 | 16 | 17 | 18 | 19 | 20 | 21 | 22 | 23 | 24 | 25 | 26 | 27 | 28 | 29 | 30 | 31 | 32 | 33 | 34 |
| --------- | - | - | - | - | - | - | - | - | - | -- | -- | -- | -- | -- | -- | -- | -- | -- | -- | -- | -- | -- | -- | -- | -- | -- | -- | -- | -- | -- | -- | -- | -- | -- |
| Luogo     | C | T | C | T | C | T | C | T | T | C  | T  | C  | T  | C  | T  | C  | T  | T  | C  | T  | C  | T  | C  | T  | C  | C  | T  | C  | T  | C  | T  | C  | T  | C  |
| Risultato | V | V | P | N | V | P | V | V | P | V  | P  | V  | V  | V  | P  | P  | N  | V  | N  | V  | V  | N  | P  | P  | N  | N  | V  | V  | P  | V  | N  | N  | P  | V  |
| Posizione | 1 | 1 | 6 | 6 | 5 | 6 | 5 | 5 | 6 | 5  | 6  | 6  | 5  | 5  | 5  | 6  | 6  | 5  | 5  | 5  | 4  | 4  | 4  | 4  | 4  | 4  | 4  | 4  | 6  | 5  | 5  | 6  | 6  | 6  |

Legenda:

Luogo: C = Casa; T = Trasferta. Risultato: V = Vittoria; N = Pareggio; P = Sconfitta.

### Statistiche dei giocatori
| Giocatore       | Serie A  | Serie A | Serie A     | Serie A    | Coppa Italia | Coppa Italia | Coppa Italia | Coppa Italia | Champions League | Champions League | Champions League | Champions League | Totale   | Totale | Totale      | Totale     |
| Giocatore       | Presenze | Reti    | Ammonizioni | Espulsioni | Presenze     | Reti         | Ammonizioni  | Espulsioni   | Presenze         | Reti             | Ammonizioni      | Espulsioni       | Presenze | Reti   | Ammonizioni | Espulsioni |
| --------------- | -------- | ------- | ----------- | ---------- | ------------ | ------------ | ------------ | ------------ | ---------------- | ---------------- | ---------------- | ---------------- | -------- | ------ | ----------- | ---------- |
| D. Albertini    | 23       | 2       | 1           | 0          | 4            | 0            | ?            | ?            | 8                | 0                | ?                | ?                | 35       | 2      | 1+          | 0+         |
| F. Casazza      | -        | -       | -           | -          | -            | -            | -            | -            | -                | -                | -                | -                | -        | -      | -           | -          |
| César           | 14       | 6       | 2           | 0          | 5            | 1            | ?            | ?            | 1                | 1                | ?                | ?                | 20       | 8      | 2+          | 0+         |
| F. Colonnese    | -        | -       | -           | -          | -            | -            | -            | -            | -                | -                | -                | -                | -        | -      | -           | -          |
| S. Conceição    | 7        | 0       | 0           | 1          | 2            | 0            | ?            | ?            | 7                | 0                | ?                | ?                | 16       | 0      | 0+          | 1+         |
| B. Corradi      | 32       | 10      | 6           | 0          | 6            | 1            | ?            | ?            | 8                | 1                | ?                | ?                | 46       | 12     | 6+          | 0+         |
| E. Corsi        | -        | -       | -           | -          | 1            | 0            | ?            | ?            | -                | -                | -                | -                | 1        | 0      | 0+          | 0+         |
| F. Couto        | 23       | 3       | 0           | 0          | 4            | 1            | ?            | ?            | 4                | 0                | ?                | ?                | 31       | 4      | 0+          | 0+         |
| O. Dabo         | 19       | 0       | 3           | 0          | 4            | 0            | ?            | ?            | 1                | 0                | ?                | ?                | 24       | 0      | 3+          | 0+         |
| A. Delgado      | 4        | 0       | 1           | 0          | 3            | 0            | ?            | ?            | -                | -                | -                | -                | 7        | 0      | 1+          | 0+         |
| G. Favalli      | 29       | 0       | 4           | 0          | 6            | 0            | ?            | ?            | 8                | 0                | ?                | ?                | 43       | 0      | 4+          | 0+         |
| S. Fiore        | 32       | 8       | 2           | 0          | 7            | 6            | ?            | ?            | 8                | 2                | ?                | ?                | 47       | 16     | 2+          | 0+         |
| G. Giannichedda | 22       | 1       | 6           | 0          | 6            | 0            | ?            | ?            | 4                | 0                | ?                | ?                | 32       | 1      | 6+          | 0+         |
| G. Gottardi     | -        | -       | -           | -          | 1            | 0            | ?            | ?            | 1                | 0                | ?                | ?                | 2        | 0      | 0+          | 0+         |
| S. Inzaghi      | 24       | 6       | 8           | 0          | 4            | 1            | ?            | ?            | 5                | 3                | ?                | ?                | 33       | 10     | 8+          | 0+         |
| F. Liverani     | 26       | 2       | 5           | 2          | 7            | 2            | ?            | ?            | 6                | 0                | ?                | ?                | 39       | 4      | 5+          | 2+         |
| C. López        | 27       | 4       | 0           | 0          | 5            | 0            | ?            | ?            | 4                | 0                | ?                | ?                | 36       | 4      | 0+          | 0+         |
| S. Mihajlović   | 25       | 1       | 9           | 1          | 6            | 0            | ?            | ?            | 5                | 1                | ?                | ?                | 36       | 2      | 9+          | 1+         |
| R. Muzzi        | 22       | 1       | 2           | 1          | 6            | 2            | ?            | ?            | 6                | 1                | ?                | ?                | 34       | 4      | 2+          | 1+         |
| P. Negro        | 13       | 0       | 4           | 0          | 2            | 0            | ?            | ?            | 3                | 0                | ?                | ?                | 18       | 0      | 4+          | 0+         |
| M. Oddo         | 31       | 1       | 2           | 1          | 7            | 0            | ?            | ?            | 6                | 0                | ?                | ?                | 44       | 1      | 2+          | 1+         |
| A. Peruzzi      | 27       | -26     | 0           | 0          | -            | -            | -            | -            | 7                | -7               | ?                | ?                | 34       | -33    | 0+          | 0+         |
| M. Sereni       | 9        | -12     | 0           | 0          | 8            | -4           | ?            | ?            | 1                | -4               | ?                | ?                | 18       | -20    | 0+          | 0+         |
| J. Stam         | 29       | 2       | 3           | 0          | 6            | 0            | ?            | ?            | 7                | 1                | ?                | ?                | 42       | 3      | 3+          | 0+         |
| D. Stanković    | 15       | 2       | 2           | 1          | 4            | 2            | ?            | ?            | 8                | 0                | ?                | ?                | 27       | 4      | 2+          | 1+         |
| L. Zauri        | 20       | 3       | 1           | 0          | 6            | 0            | ?            | ?            | 4                | 0                | ?                | ?                | 30       | 3      | 1+          | 0+         |